# جام یوفا ۸۸–۱۹۸۷
جام یوفا ۸۸–۱۹۸۷، هفدهمین فصل از جام یوفا، مسابقات فوتبال باشگاهی سطح دوم اروپا بود که اکنون با نام لیگ اروپا شناخته می‌شود و توسط یوفا سازماندهی می‌شود. این دوره با قهرمانی بایر لورکوزن به پایان رسید.